# 飞美逊
飛美遜（英語：Filmation Associates）是美國一家製片公司，於1963年開始製作動畫劇集及實景真人電視節目直至1989年公司結業。飛美遜創立於1962年，其公司總部位於美國加利福尼亞州洛杉磯的里西達。公司的創始人及主要製作人為諾姆·普雷斯科特、盧·舒默和哈爾·薩瑟蘭。

## 公司歷史

### 成立背景
盧·舒默與飛美遜的主要導演哈爾·薩瑟蘭於1957年相識，當時他們在拉里·哈蒙影業負責製作小丑博佐和大力水手的電視動畫劇集。但是拉里·哈蒙在1961年關閉了他的製片公司，因此舒默和薩瑟蘭不得不前往一家名為“真線（True Line）”的小型製片廠工作。這家製片廠的所有者之一是馬庫斯·利普斯基（Marcus Lipsky），他當時還是淡奶油品牌瑞迪威普的老闆。

## 延伸閱讀
- Swanigan, Michael; McNell, Darrell. . Scotts Valley: CreateSpace Independent Publishing Platform（英语：CreateSpace）. 2014-10-25. ISBN 9781481225045.